# Aburi
Aburi est une ville du district d’Akuapim sud, en Région Orientale, au Ghana.